# Ousmaila Mohammadou
Ousmaila Mohammadou est né en 1964 à Garoua dans la localité de Nassaro et mort le 29 mars 2023. Il est membre du Rassemblement démocratique du peuple camerounais (RDPC). Avec l'adoption du nouveau Code général des collectivités territoriales décentralisées, en vigueur depuis le 24 décembre 2019, le poste de délégué du gouvernement est transféré à la mairie de la ville. C'est ainsi qu'à partir du 3 mars 2020, Ahmadou Elhadj Bouba, ancien délégué du gouvernement auprès de la Communauté Urbaine de Garoua, a pris ses fonctions.

### Enfance, études et débuts
Ousmaila Mohamadou est titulaire d’un doctorat en sciences vétérinaires, obtenu au Cameroun après une formation à l’université Cheikh Anta Diop au Sénégal. Avant de prendre la direction de la communauté urbaine de Garoua, il a été coordonnateur régional du Programme national de développement participatif (PNDP) pour la région du Nord depuis 2004. Il a précédemment occupé le poste de responsable du Programme national de vulgarisation et de recherche agricole du Mayo-Louti et a également été cadre à la délégation régionale de l’élevage du Nord.

### Carrière politique
Ousmaila Mohamadou, membre du Rassemblement démocratique du peuple camerounais, est maire de Garoua pendant trois ans. Il est élu conseiller municipal puis maire lors des élections municipales du 9 février 2020, prenant la relève d'Ahmadou El Hadj Bouba, le dernier délégué du gouvernement auprès de la Communauté Urbaine de Garoua.

### Mort
Ousmaïla Mohamadou meurt le 29 mars 2023.